# David Ibarra Muñoz
David Ibarra Muñoz (Santiago de Querétaro, Querétaro, 14 de enero de 1930) es un economista mexicano, quien se desempeñó como Secretario de Hacienda y Crédito Público de José López Portillo de 1977 a 1982 y actualmente es miembro del los consejos de administración de Grupo Carso y América Móvil además de profesor de la Facultad de Economía de la Universidad Nacional Autónoma de México.
Contador por la Universidad Nacional Autónoma de México en 1952 y doctorado en economía por la Universidad de Stanford en 1957. Profesor de economía de la Universidad Nacional Autónoma de México, donde fue secretario de servicios sociales de 1955 a 1957 y director de estudios de posgrado de la Facultad de Economía de 1967 a 1969. Se unió a la Comisión Económica para América Latina y el Caribe de Naciones Unidas como economista en 1958, en Santiago de Chile, Chile, para dos años después regresar a la Ciudad de México como investigador del departamento regional de la Comisión que presidio de 1970 a 1973.
Brevemente director de Nacional Financiera de 1976 a 1977, fue nombrado el 17 de noviembre de 1977 como Secretario de Hacienda y Crédito Público de José López Portillo, enfrentado los bajos precios del petróleo y la crisis económica del sexenio y después siendo nombrado en septiembre de 1982 como director del recién nacionalizado Banco Nacional de México.